# Sklenice

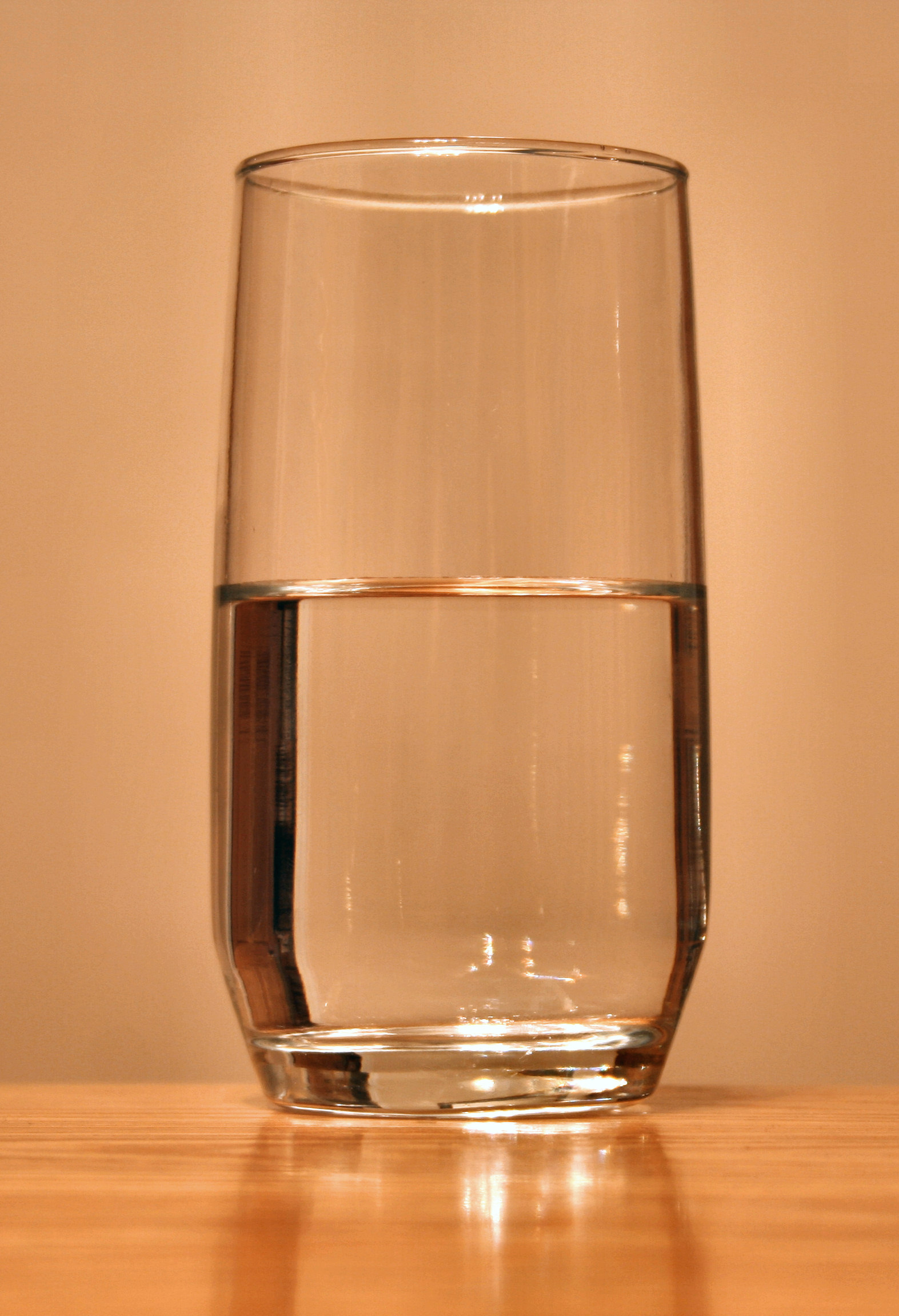
Sklenice s vodou.

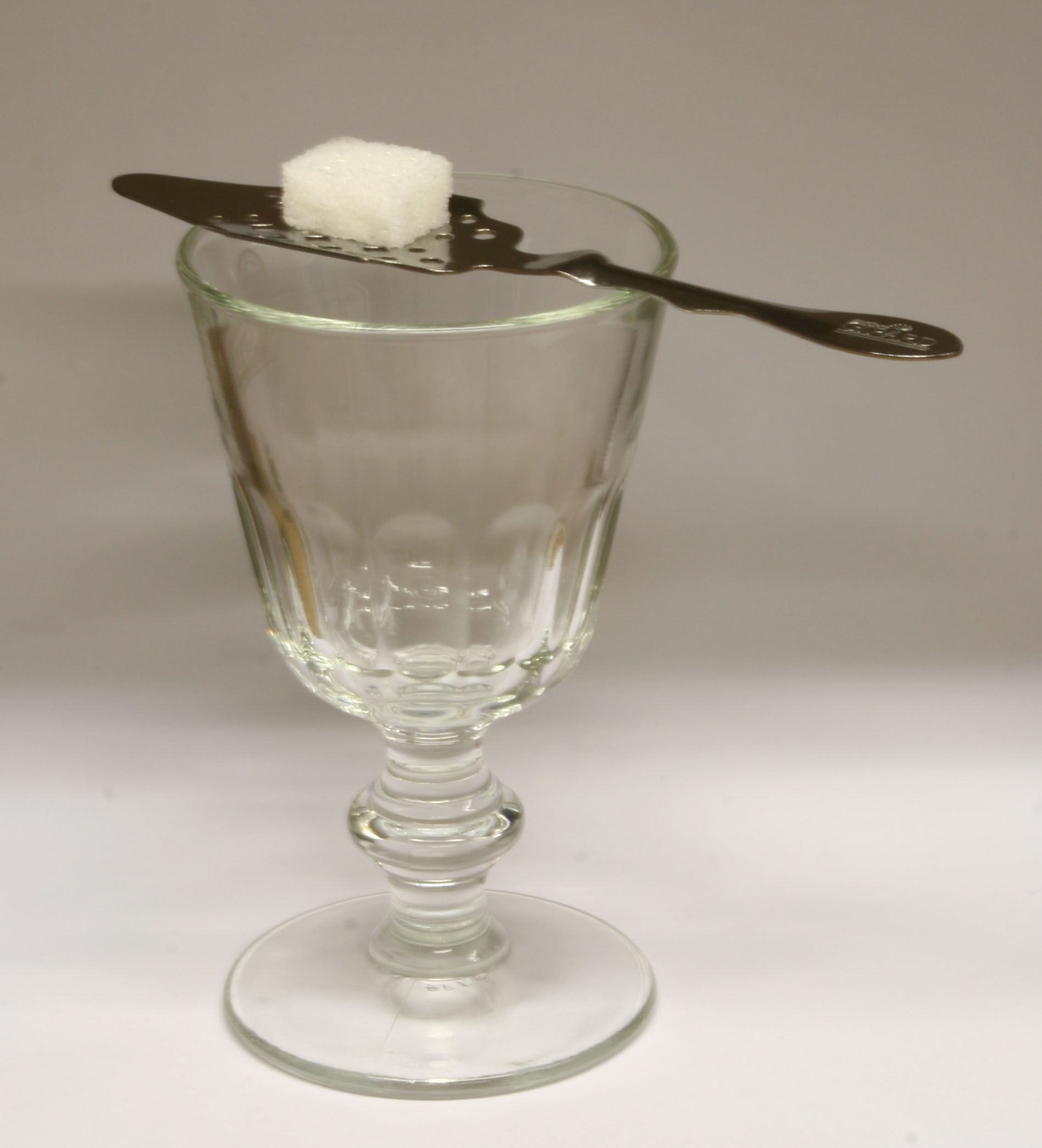
Sklenice se lžící na absint

Silnostěnná koktejlová sklenka

Sklenice (též zdrobněle sklenička, jinak sklenka, sklinka, sklínka nebo jen sklo) je nádoba používaná při stolování k servírování a pití nápojů, k jídle pochutin nebo k jejich uchovávání. Vyrábí se většinou foukáním (zahrnujícím samotné foukání, odříznutí překážející horní části vyfouknutého skla, tzv. kopny, a opakované mytí od skelného prachu) nebo lisováním z průhledného nebo průsvitného skla o různé tloušťce, v závislosti na druhu nápoje, pro který je určena. Sklo umožňuje pohled na konzumovaný nápoj.
Někdy se slovo sklenička užívá expresivně pro vypití 1 sklenky alkoholického nápoje, (pozvání k pití zní: „Nezajdeme na skleničku?“).

## Vzhled
Jednodušší skleničky mají tvar válcovité nádoby. Stěny a dno uvnitř jsou hladké. Plášť (stěny) může být různě tvarován (vydutý, kónický, zvlněný), opatřen plastickou dekorací (žebrování, zrnění) nebo také ouškem pro uchopení.

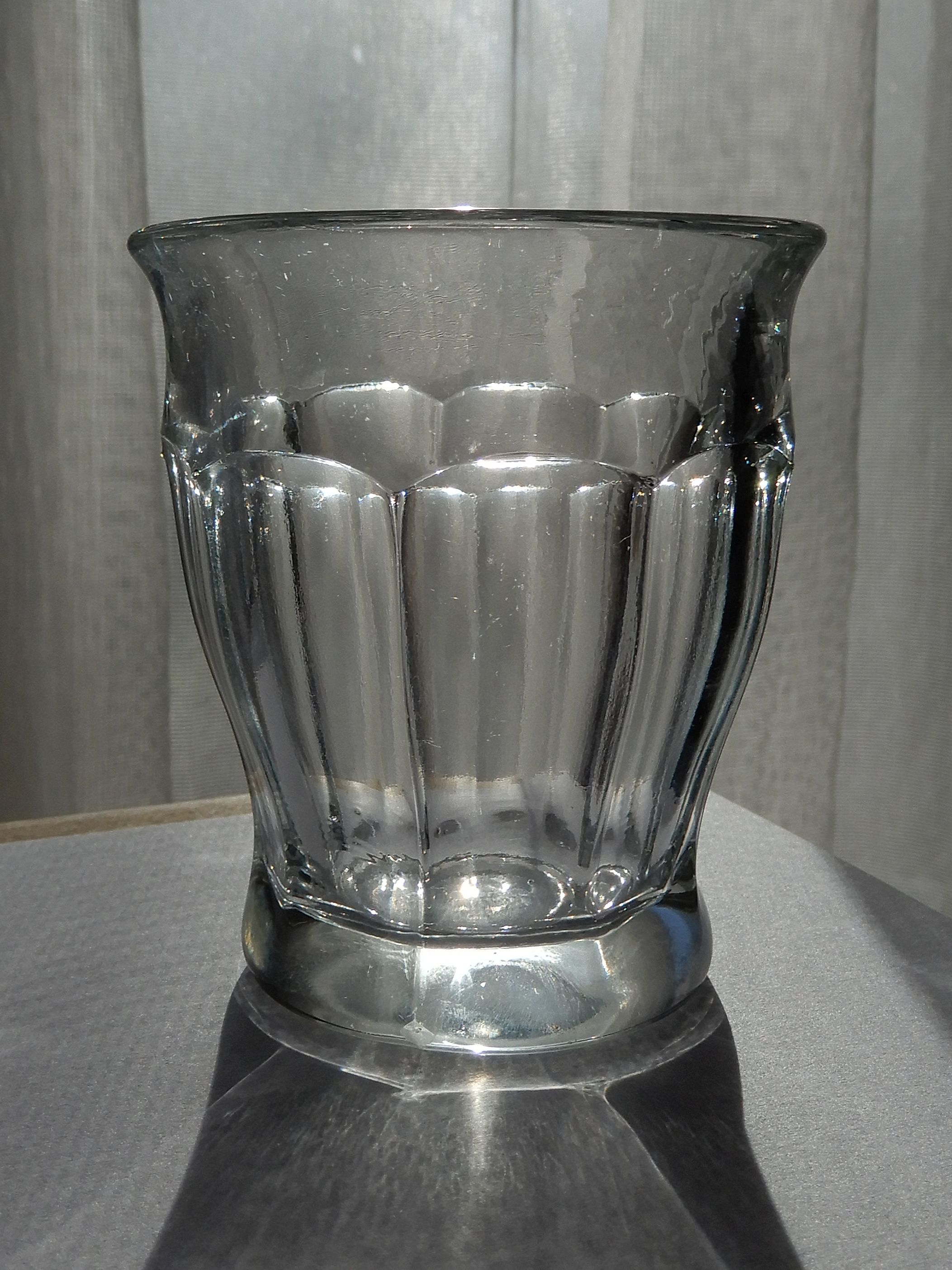
Značková sklenka Durit z Inwaldovy sklárny na Zlíchově 1914–1940

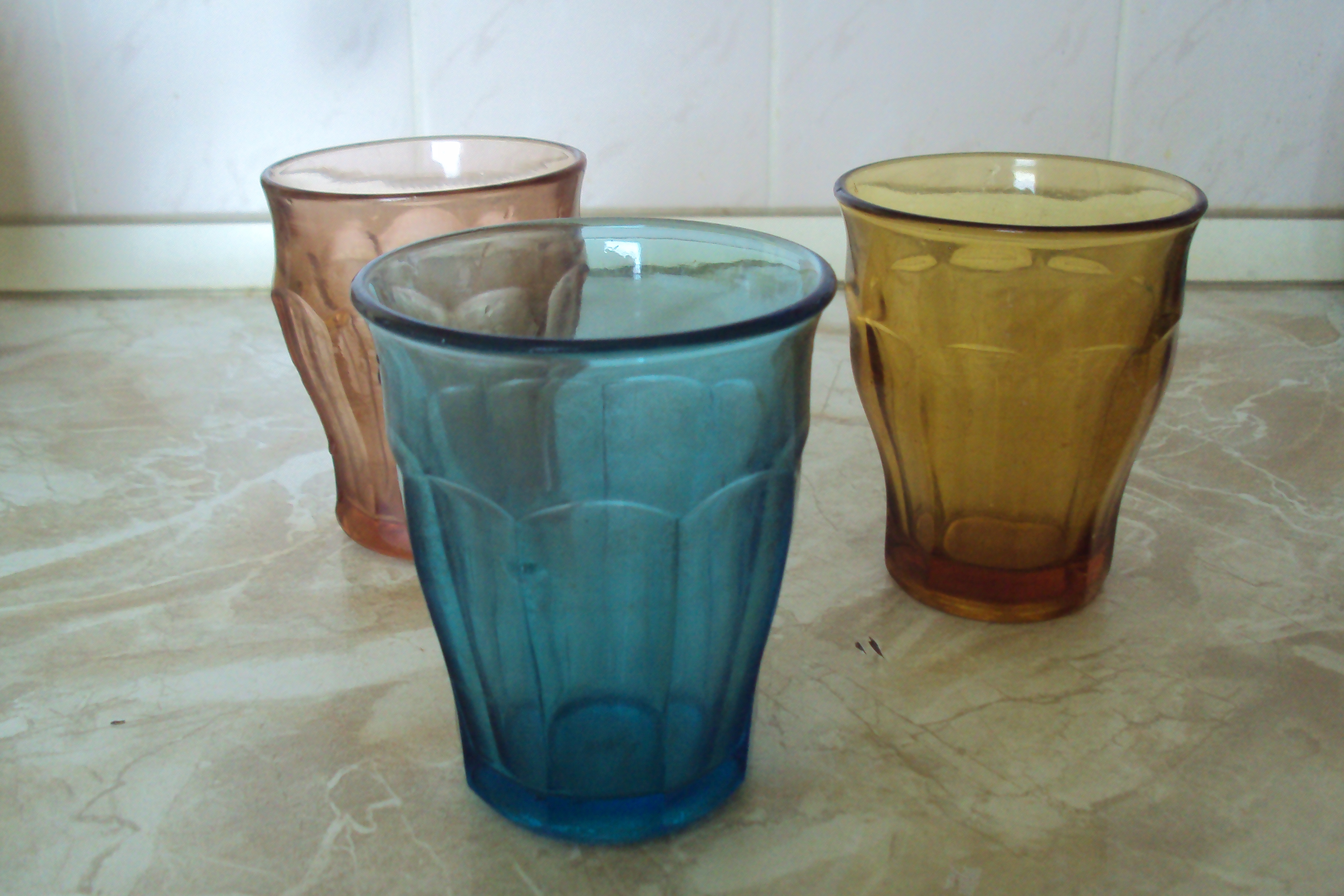
Barevné varianty druhotných duritek ze státní sklárny

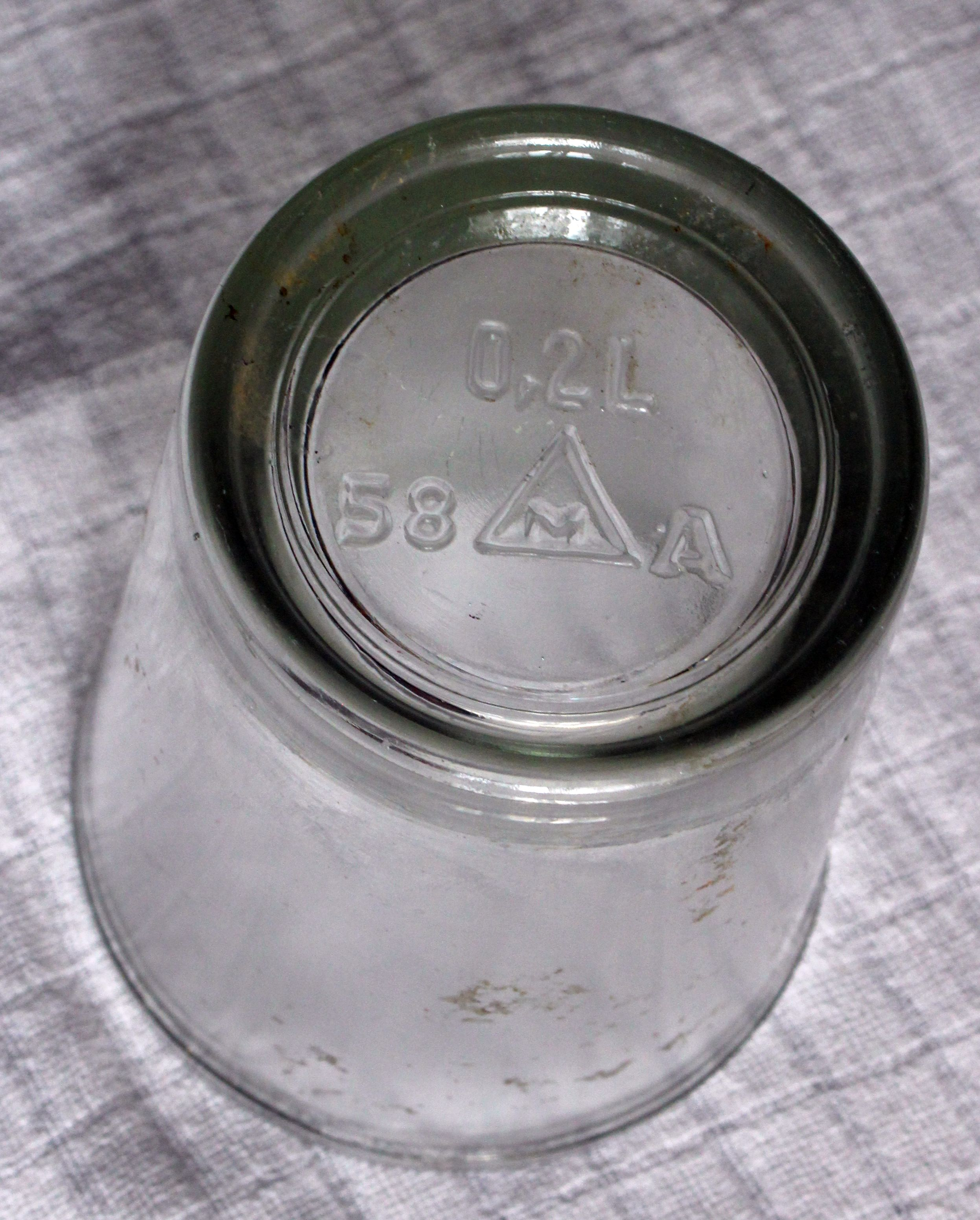
Dno sklenice se značkou Skláren Moravia n.p.

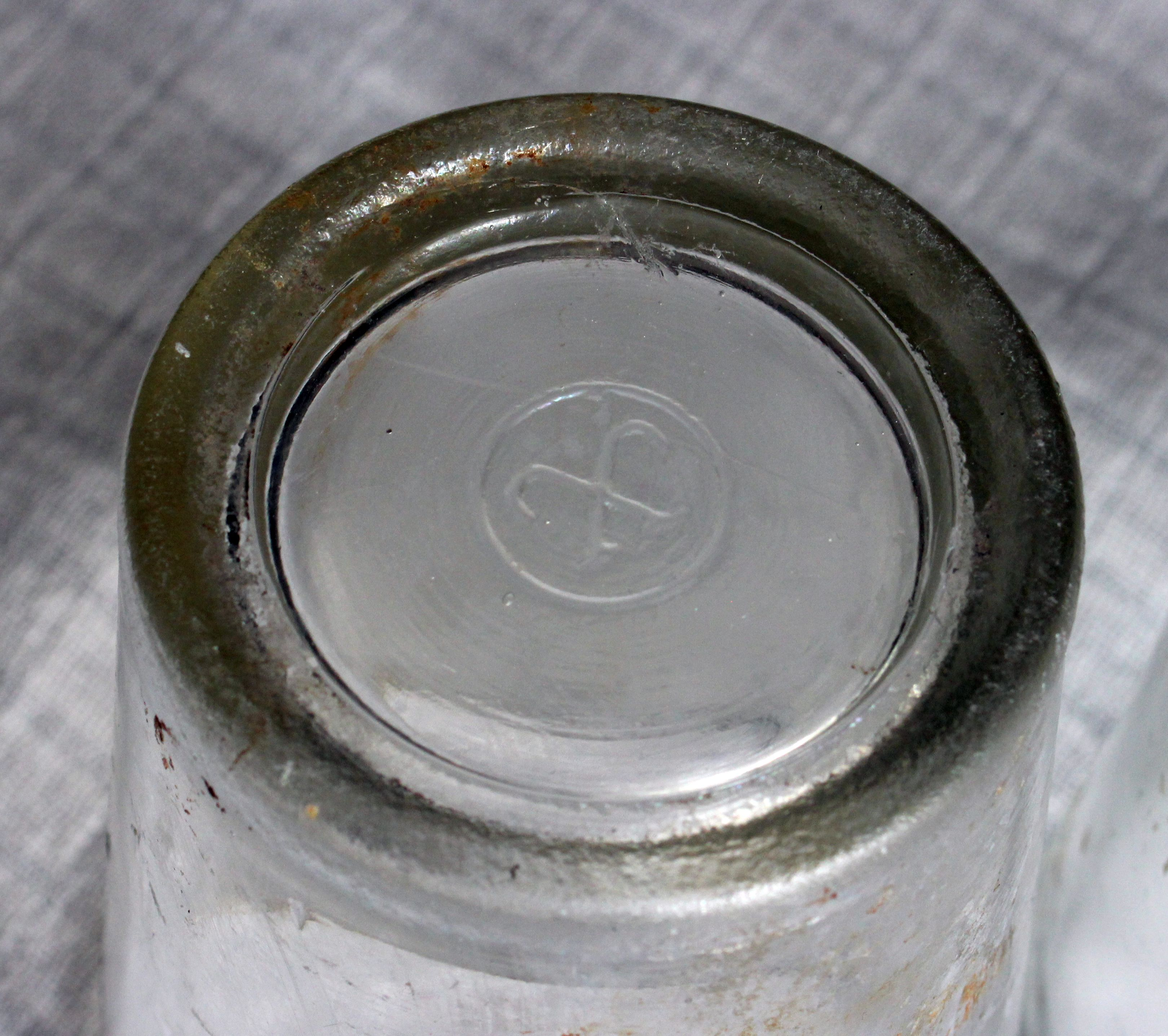
Dno sklenice se značkou Rudolfovy huti

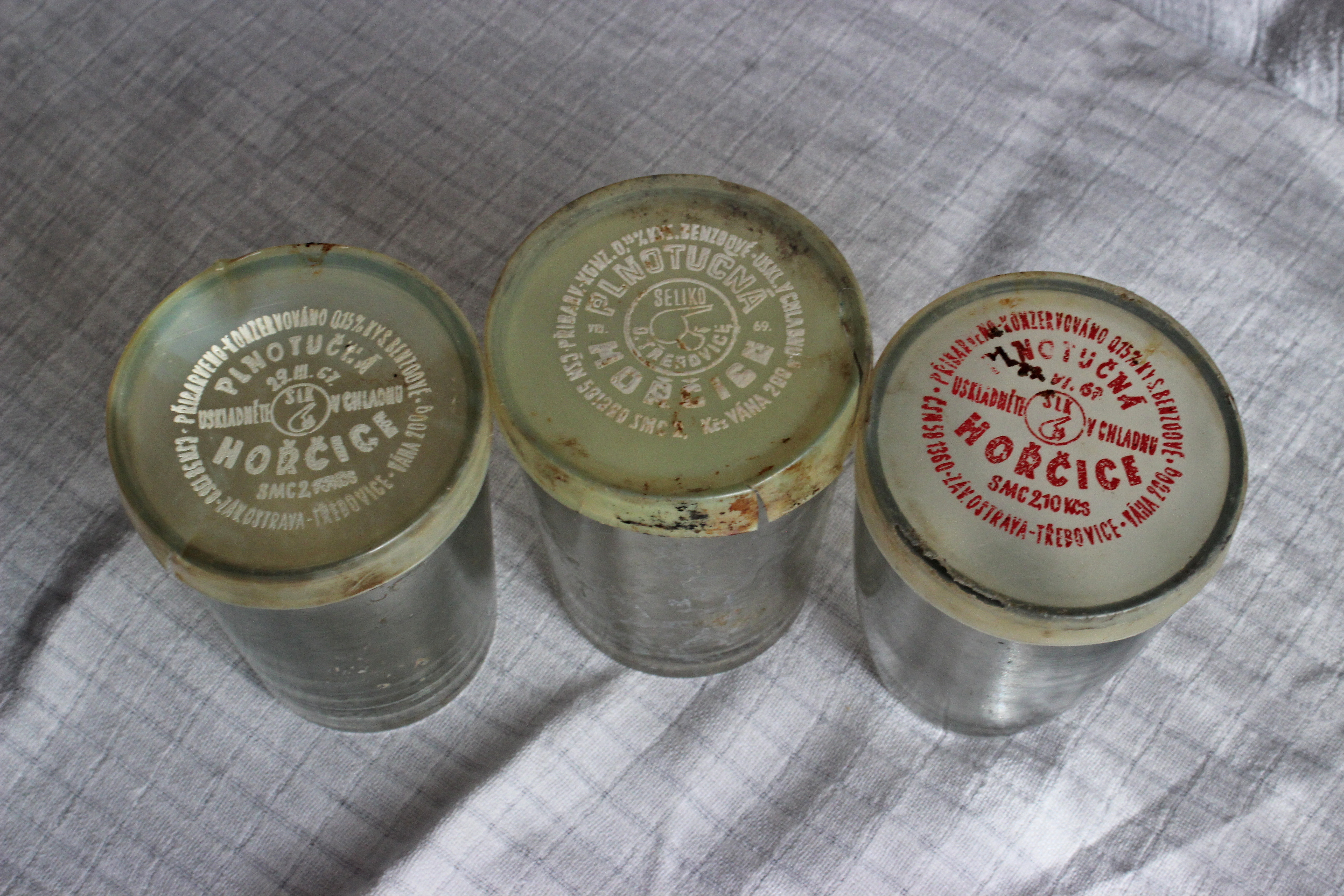
Sklenice od hořčice výrobce Seliko n.p. Ostrava Třebovice s víčky z let 1967–1969

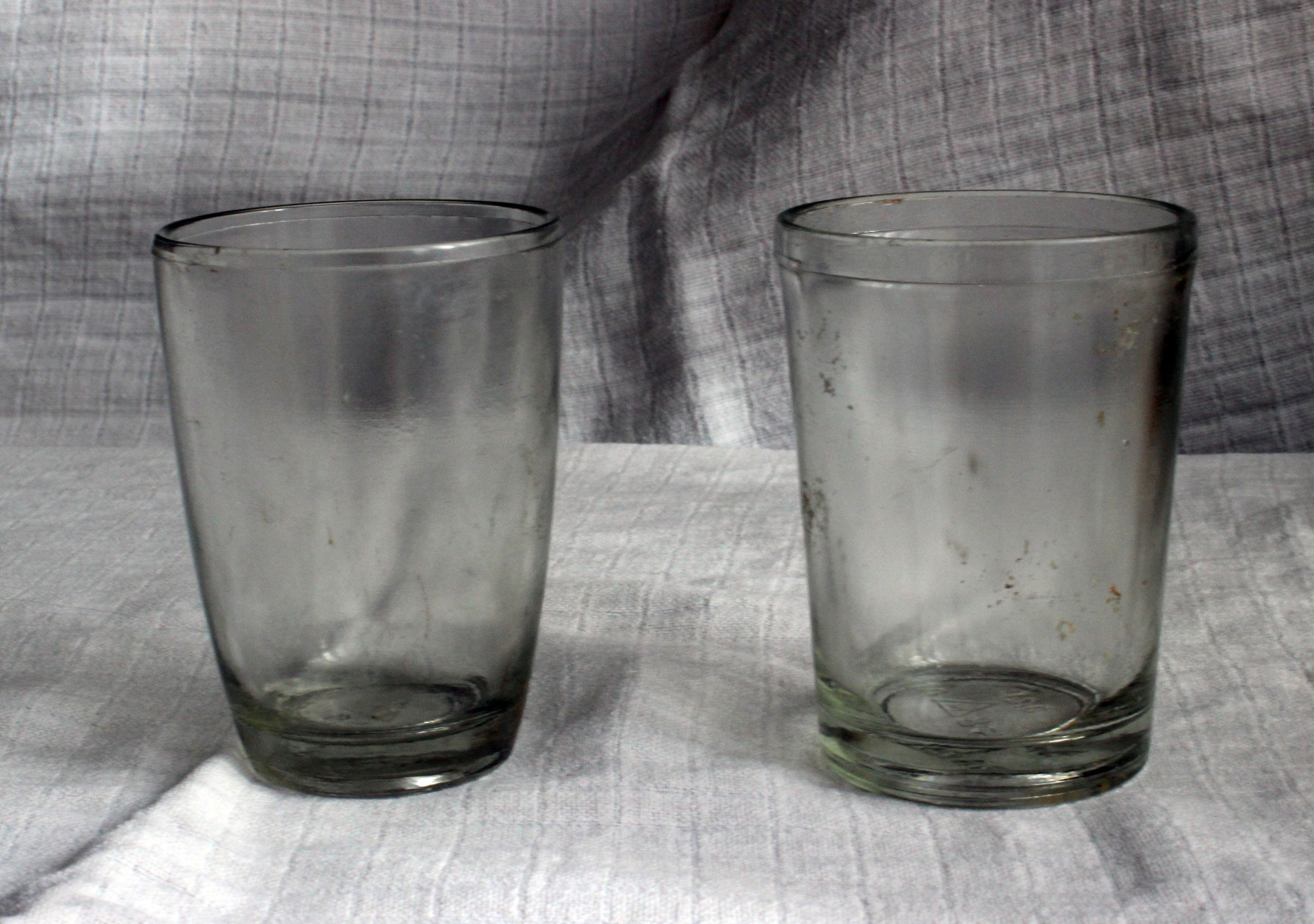
Dva typy českých sklenic od hořčice

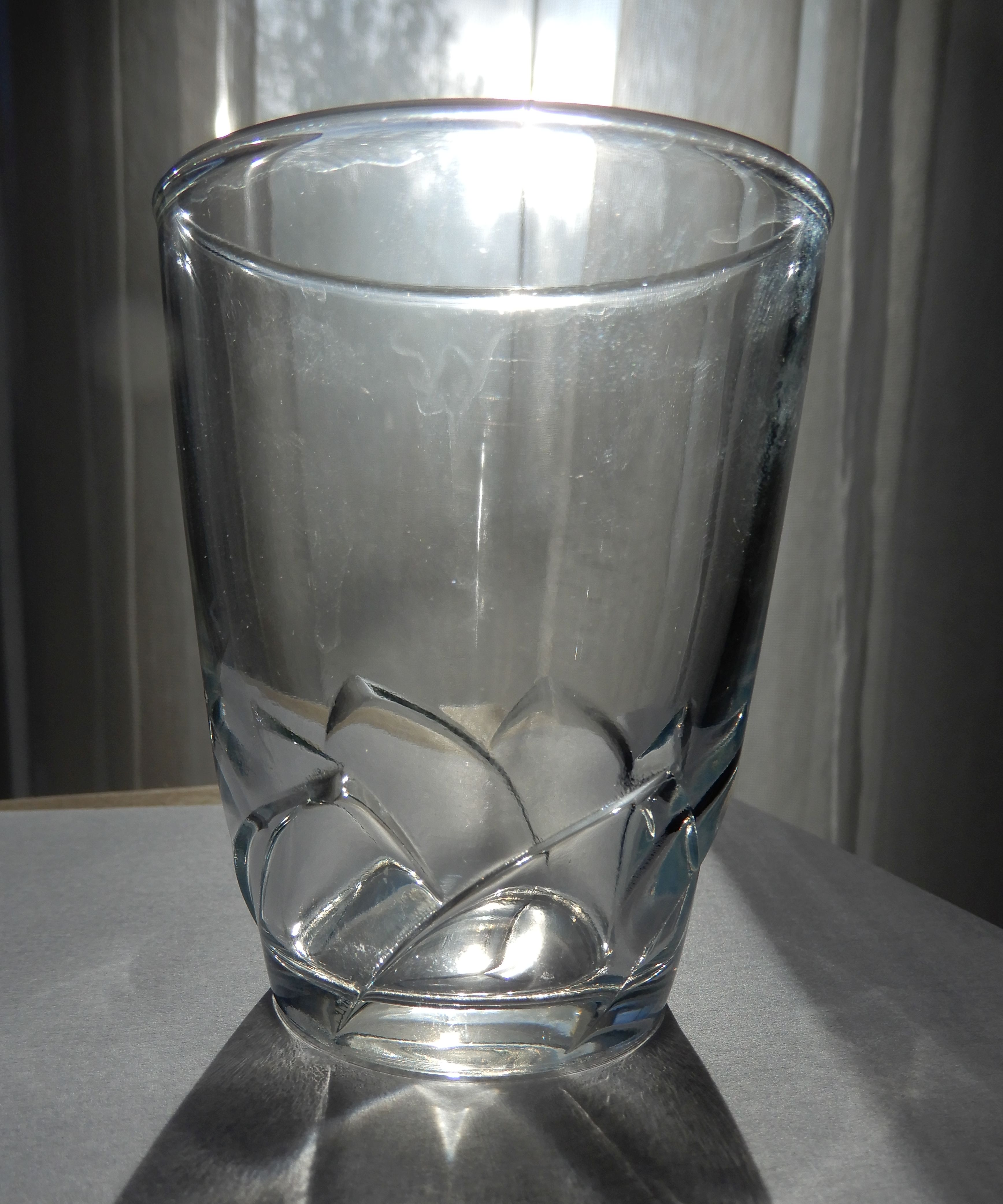
Sklenka od hořčice značky Amora, lisované sklo, Francie 1985–dosud

## Druhy sklenic
- sklenka či sklenička – nejčastější picí nádobka o objemu cca 0,2 litru pro konzumaci nápojů
- odlivka – sklenka poloviční míry, o objemu cca 0,1 litru
- půllitr – silnostěnná nádoba o obsahu 0,5 litru, zpravidla s velkým uchem, ke konzumaci piva, ale i míchaných limonád; název se někdy přenáší i na menší sklenice (půllitřík) nebo větší sklenice podobného tvaru
- tuplák – pivní sklenice dvojité míry, zpravidla úzká a vysoká, 1 litrová
- třetinka – nádoba o obsahu 0,3 litru, v českých zemích tradiční míra pro malé pivo
- likérka (panáková sklenička) – malá sklenička o objemu 0,04/0,05 litru (tzv. velký panák) a 0,02 litru (tzv. malý panák). Převážně určeny pro konzumaci tvrdého alkoholu.
- odměrka – s vyznačenými objemovými mírami
- sklenice na víno – má nožku na kruhové podstavě, soudkový tvar a rozšířené hrdlo, aby usnadňovala vychutnání vína pomocí čichu
- sklenice na brandy či koňak – typ koktejlový bez stopky, nebo tzv. napoleonka, široká se zužujícím se hrdlem, na nízké stopce, určená pro "zahřívání" v dlani
- sklenice na grog, punč, absint či svařené víno – silnostěnné lisované sklenice; nalévání horkého nápoje se doporučuje přes vloženou lžičku
- varná sklenka – čirá tenkostěnná na horké nápoje, často v kovovém stojánku s ouškem
- sklenice na sekt nebo na šampus, tzv. šampuska
  - kónická číše, užívaná také v lékařství, např. na moč
  - úzká a vysoká, tzv. píšťala – určená ke zvýraznění tzv. řetízkování bublinek sektu ze dna sklenky
- lékovka – malá sklenička na léky
  - s rozšířeným okrajem hrdla pro namačkávání pružného víčka
  - se závitem pro našroubování tvrdého víčka
- kojenecká sklenice – speciální sklenice, resp, láhev pro výživu kojenců přes dudlík
- zavařovací sklenice, zavařovačka pro kompoty, zavařeniny nebo maso, často se skleněným víčkem, někdy s plechovým klipsem nebo s drátěnou svorkou; k nejstarším středoevropským značkám dosud vyráběným patří Weckovky, které koncem 19. století zavedl Johann Weck (*1841)[1]
- masťovka – sklenice určená pro skladování škvařeného sádla

## Duritka
Duritka je typ stolní sklenky, který zavedla Sklárna a rafinerie Josef Inwald v Praze na Zlíchově. Pochází také ze skláren Rudolfova huť v Dubí. Značkové Duritky se vyráběly v letech 1914–1940, neznačkové státní až do roku 1996. Její hlavní předností byla vysoká pevnost, která byla dána způsobem výroby. Jde o předpjaté sklo. Na rozdíl od běžných sklenic, které se vyrábějí tak, že se kus skla vyfoukne nebo vylisuje a potom pomalu ochlazuje, aby nedošlo k jeho popraskání, předpjaté sklo se po vytavení a vylisování zchladí prudce (kalení skla). V Rudolfově huti používali k chlazení olej (nikoliv vodu). Přívlastek „nerozbitná“ je na místě jen do určité míry. K rozbití může dojít tlakem, nárazem na horní hranu, pádem na kamennou podlahu. Střepy se tříští na tisíce kousků; nebývají ostrohranné.

## Hořčičák
Hořčičák je hovorové označení pro skleničku od hořčice. Sklenice pro výrobce hořčice vyrábějí sklárny v celém světě od konce 19. století. V Čechách byly tradičními výrobci sklářské závody Rudolfova huť v Dubí nebo Sklárny Moravia n.p. Objem sklenic byl 0,2 litru a vyskytovaly se čiré i tónované (např. namodralé) a v několika tvarových variantách. Po naplnění hořčicí se sklenička uzavírala papírovým a později plastovým víčkem opatřeným potiskem. V současnosti jsou na českém trhu hořčičné sklenice designových tvarů, často z Francie nebo z Nizozemí.
Velký výskyt a cenová dostupnost hořčičných sklenic vedla k masovému rozšíření v domácnostech, nejen k pití, ale i v kuchyni. Používají se jako odměrky v kuchyňských receptech.